# 托雷亚尔阿基梅
托雷亚尔阿基梅（西班牙語：Torre Alháquime）是西班牙安达卢西亚自治区加的斯省的一个市镇。总面积17平方公里，总人口795人（2016年）。
当地居民通常将该地简称为“La Torre”。

## 人口
| 托雷亚尔阿基梅历史人口 |
|                        |
| 来源：INE              |

}}

## 图集

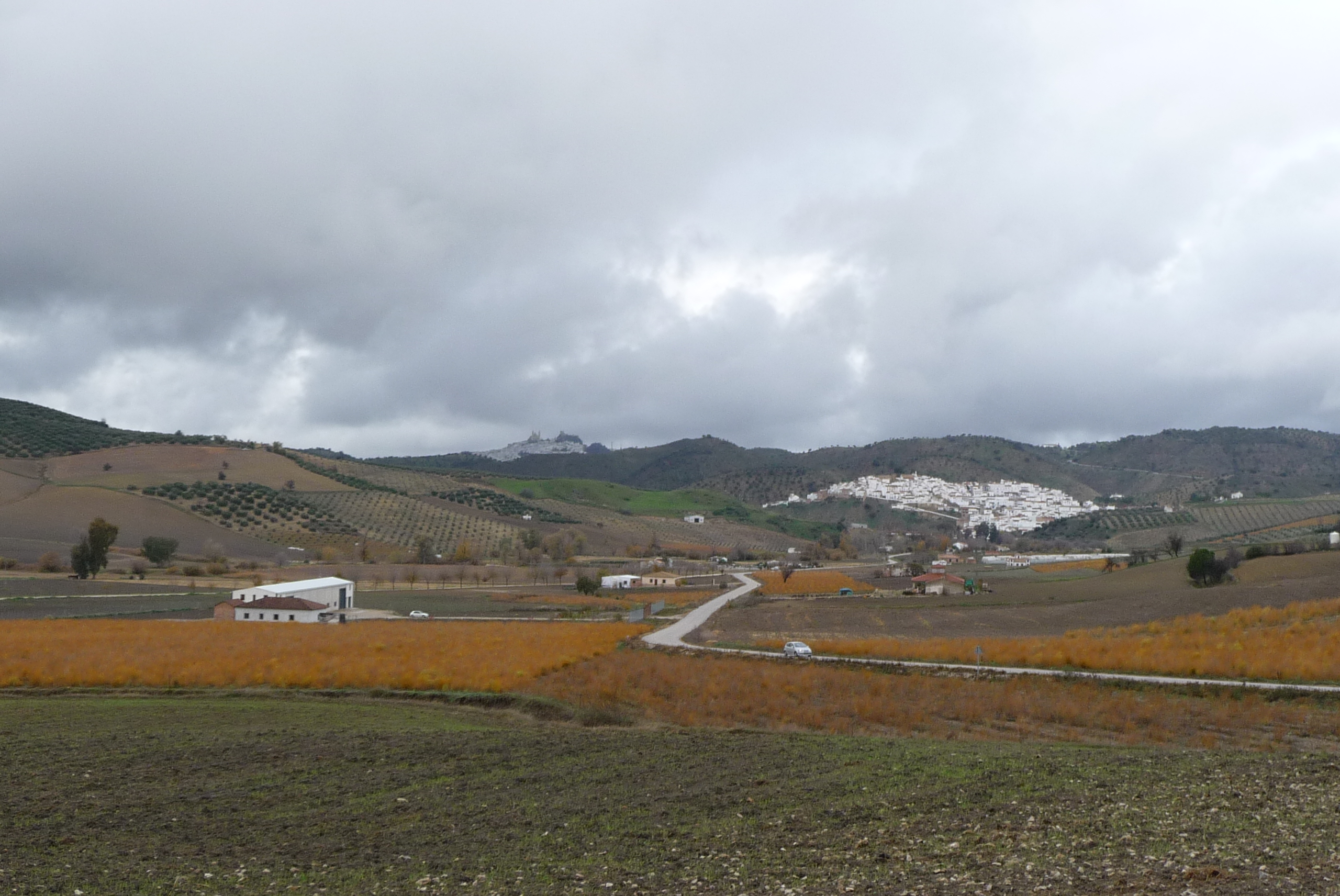
远景
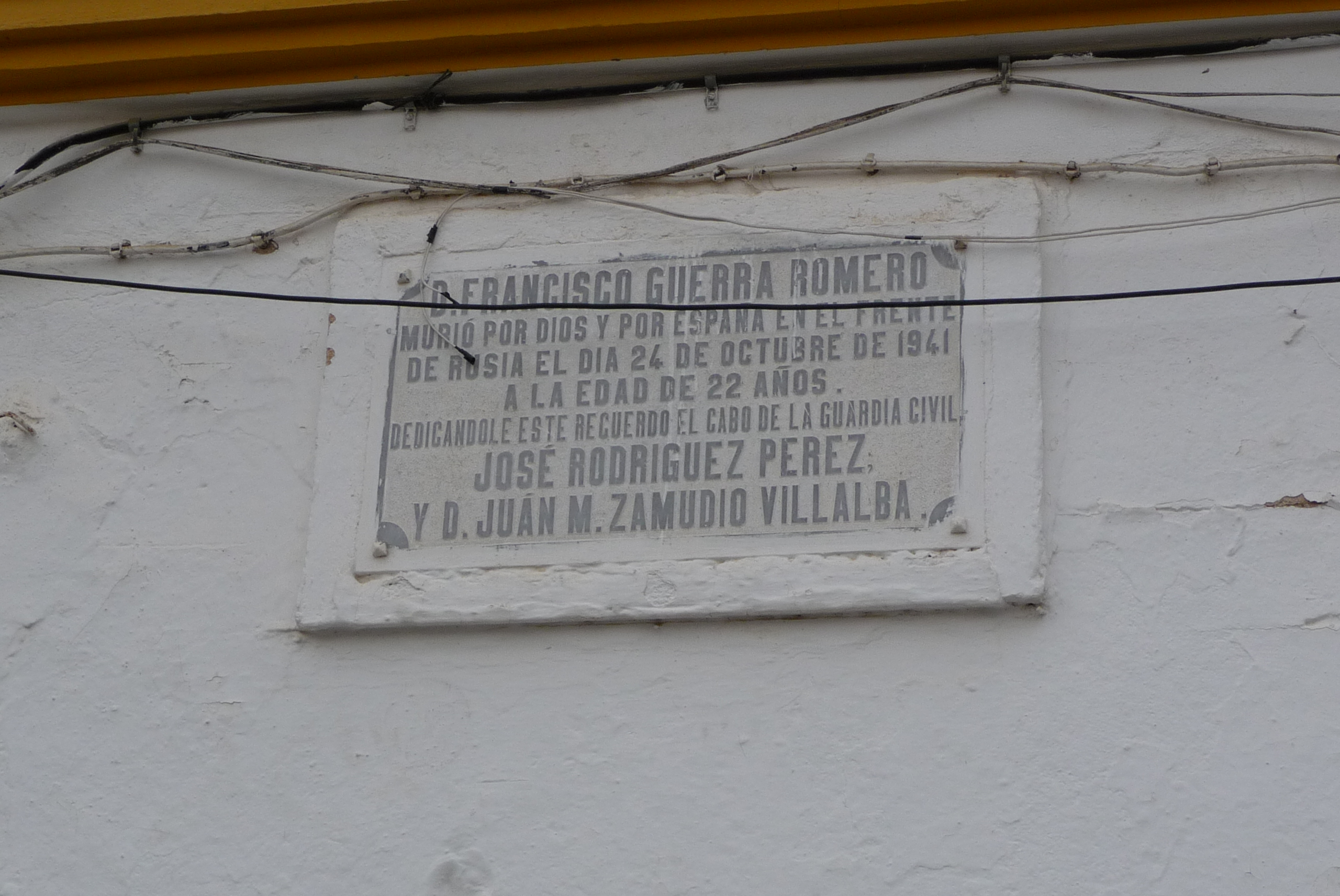
门牌
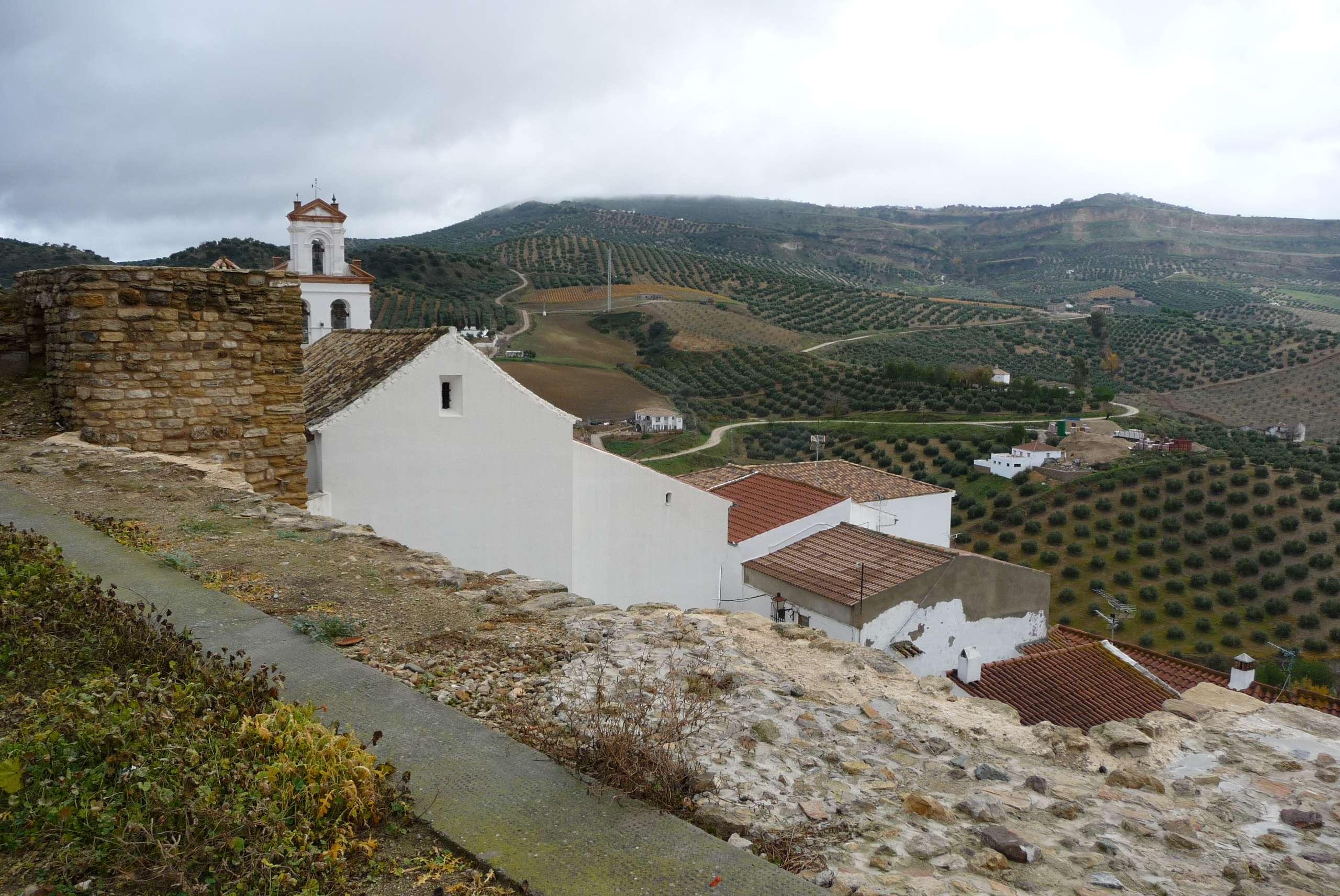
房屋
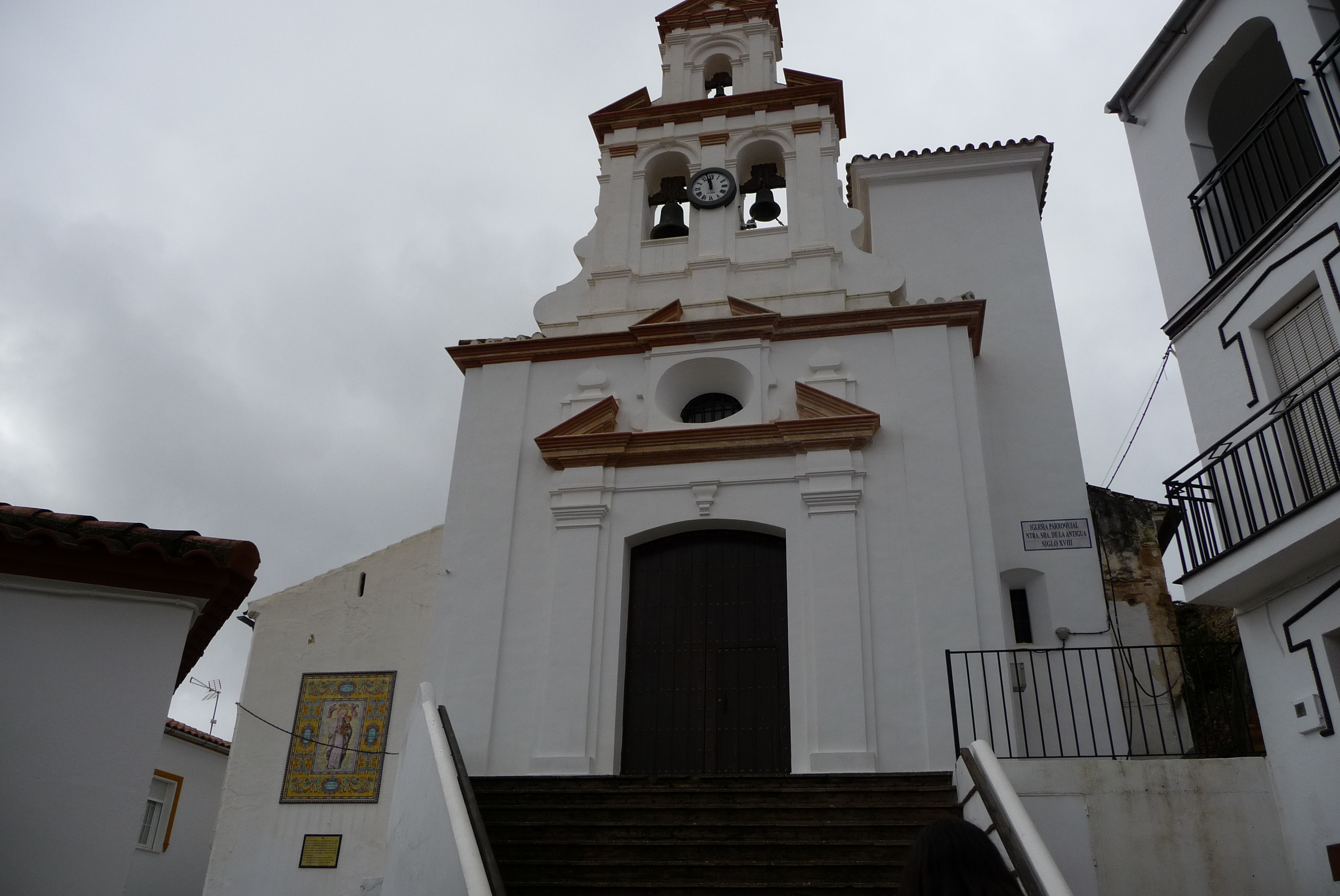
市政厅